# 서울쌍문초등학교
서울쌍문초등학교는 대한민국 서울특별시 도봉구 쌍문동에 있는 공립 초등학교이다.

## 학교 연혁
- 1972년 8월 12일 서울쌍문국민학교 설립 인가
- 1974년 4월 30일 서울쌍문국민학교 개교(43학급)
- 1980년 8월 26일 백운국민학교 분리(1150명)
- 1984년 9월 1일 숭미국민학교 분리(1322명)
- 1985년 3월 1일 특수학급 개설(2학급)
- 1996년 3월 1일 현재 교명으로 개칭
- 2011년 5월 28일 개축공사 준공
- 2011년 9월 28일 교사개축 준공 기념식
- 2014년 5월 8일 실과(실습)실 리모델링
- 2015년 11월 13일 운동장 우정숲 조성
- 2015년 11월 28일 영어전용교실(Dream Oasis) 개관
- 2017년 3월 1일 서울형 혁신학교(자율학교) 지정
- 2017년 11월 29일 미래형 교실(1실) 구축
- 2018년 3월 1일 제14대 최승오 교장 부임
- 2018년 5월 10일 보안관실 구축(북문)(1실)
- 2018년 8월 10일 급식실 1층 2중 출입문 설치
- 2018년 12월 17일 각 교실 공기청정기 설치
- 2019년 5월 9일 운동장 및 분리수거장 통로 차양막 공사
- 2019년 6월 10일 교실 및 특별실 방충망 설치
- 2019년 9월 5일 운동장 조합놀이대 설치
- 2019년 12월 26일 교실, 복도, 특별실 도색 공사
- 2020년 2월 12일 제45회 졸업식(122명)
- 2020년 3월 1일 32학급 편성(특수 1학급 포함)

## 참고 자료
- 서울쌍문초등학교 - 한국교육학술정보원 학교알리미